# Patinadores en el Bois de Boulogne
Patinadores en el Bois de Boulogn (francés: Les patineurs à Longchamp) es un paisaje al óleo sobre lienzo del artista francés Pierre-Auguste Renoir, creado durante el invierno de 1868. El cuadro representa un paisaje nevado con muchos parisinos, jóvenes y viejos que pasan el tiempo libre en un lago congelado del parque. Debido a la fuerte aversión de Renoir por las bajas temperaturas y la nieve, la pieza es uno de sus pocos paisajes invernales.

## Antecedentes
Pierre-Auguste Renoir (1841-1919) conoció a los paisajistas Alfred Sisley (1839-1899), Claude Monet (1840-1926) y al pintor de figuras Frédéric Bazille (1841-1870) en el estudio de arte del artista suizo Charles Gleyre en 1861. Además de su amistad, todos resultarían influyentes en el trabajo de Renoir. Durante los siguientes años, Renoir asistió a la École des Beaux-Arts. Expuso por primera vez una gran pintura en el Salón en 1863, pero destruyó su obra. Ese mismo año, Renoir vivía en un estudio con Bazille, quien le presentó a Paul Cézanne (1839-1906) y Camille Pissarro (1830-1903).
Una pintura temprana, El cabaret de la mère Anthony (1866), representa para Renoir "algunos de los recuerdos más agradables" de su vida con amigos en una posada del pueblo durante este tiempo. Pronto se mudó al pueblo de Chailly cerca de Marlotte y el bosque de Fontainebleau, y comenzó a trabajar con la modelo Lise Tréhot, quien posó para él entre 1866 y 1872. Renoir comenzó a pintar en La Grenouillère, un popular centro turístico de clase media con un salón de baile flotante, a finales de 1868. Como Monet y varios otros impresionistas, Renoir trabajó en plein air, pintando al aire libre, pero a diferencia de Monet, quien era conocido por pintar en el frío y la nieve, Renoir no era aficionado a las temperaturas frías. Años más tarde, le dijo al marchante de arte Ambroise Vollard que no podía soportar el frío: "Pero entonces, aunque puedas soportar el frío, ¿por qué pintar nieve? Es una plaga en la faz de la naturaleza". Aunque no se sabe cuándo comenzaron sus síntomas, se sabe que Renoir sufría de artritis reumatoide desde al menos 1892 en adelante, una aflicción que restringiría severamente su producción artística en la vejez.

## Descripción
Renoir, que entonces tenía 26 años, pintó Patinadores en el Bois de Boulogne en el parque público de Bois de Boulogne en París en plein air durante el frío mes de invierno de enero de 1868. Los informes de los periódicos de la época registraron temperaturas bajo cero que permitían a las personas cruzar el Sena y patinar sobre hielo en ríos y arroyos. Debido a la aversión de Renoir por las bajas temperaturas, es uno de los pocos paisajes invernales que completó, aparte de unos pocos estudios menores. En el momento de la pintura, el parque en sí era relativamente nuevo, y la construcción comenzó en 1852 bajo un programa de obras públicas dirigido por Georges-Eugène Haussmann bajo la dirección de Napoleón III. Bajo la renovación de París por Haussmann, el Bois de Boulogne se completó en 1858.
Se cree que la escena fue pintada cerca de Lac pour le patinage (lago de patinaje), un lago artificial. Renoir eligió el parque porque prefería pintar multitudes. La pintura tiene una calidad inacabada, similar a un boceto, al estilo de una pochade, pero la pincelada es audaz y la composición completamente realizada. La escena representa la parte occidental del parque, desde una perspectiva elevada. El tema evoca paisajes de patinaje sobre hielo holandeses más antiguos que se hicieron populares por pintores como Hendrick Avercamp (1585-1634). Se pueden ver varios perros en la obra, lo que refleja el interés temático de Renoir en la vida de la burguesía parisina. El motivo del ocio social representado en la pieza llegaría a definir el trabajo posterior de Renoir.

## Otro trabajo

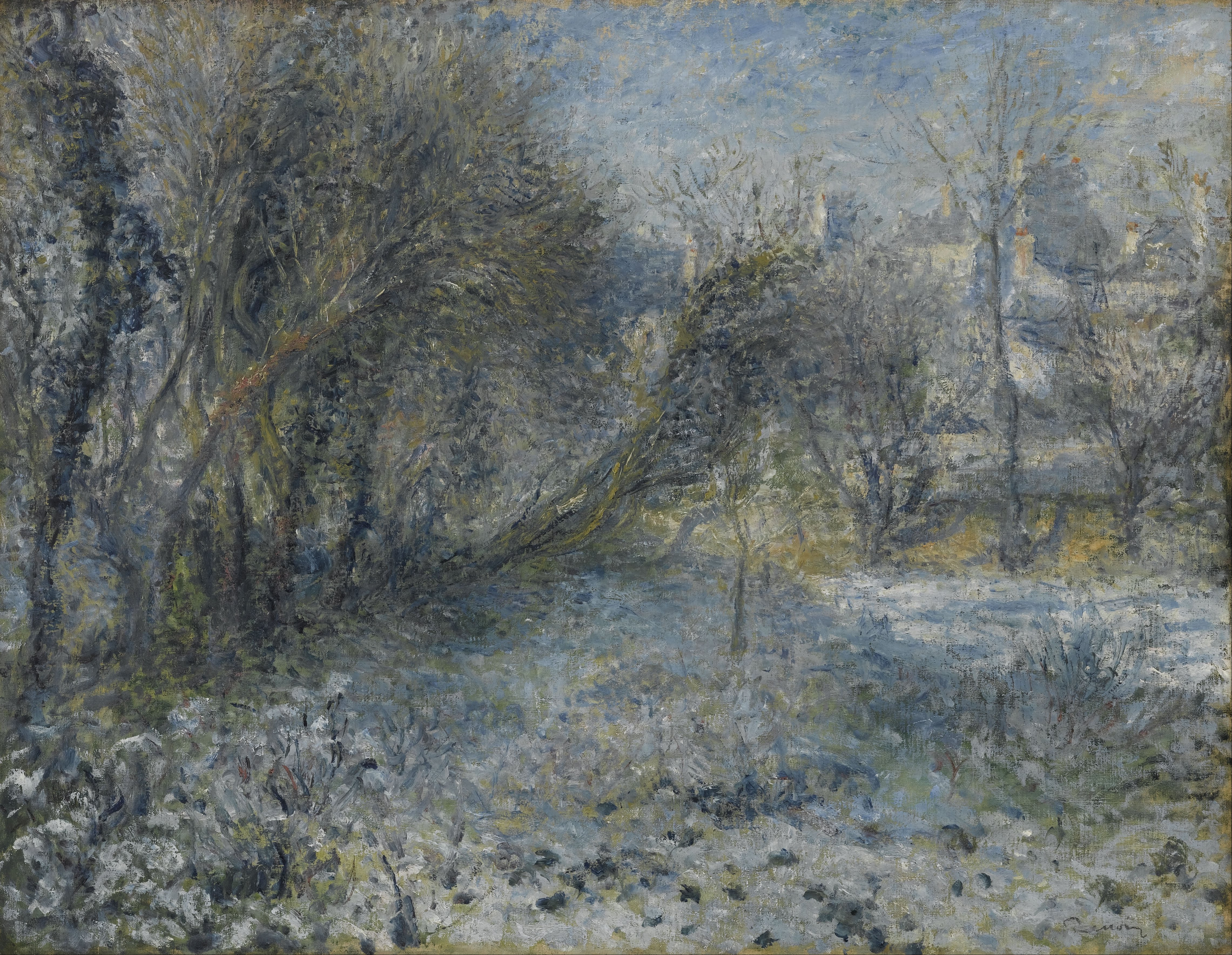
Paisaje Nevado (1870-1875), Museo de la Orangerie, París

Hay al menos cuatro paisajes nevados conocidos de Renoir: Patinadores en el Bois de Boulogne (1868); Paisaje Invernal (1868); Paisaje Nevado (1870–1875); y otra obra también titulada Paisaje Nevado (1875). Junto con Patinadores en el Bois de Boulogne, Renoir volvería años después a la imaginería del Bois de Boulogne con un gran cuadro titulado El Paseo de la Mañana (1873), alternativamente titulado Madame Henriette Darras, que fue rechazado por el Salón ese año.

## Procedencia
La pieza se encuentra actualmente en la colección de arte privada de William I. Koch, quien prestó la obra para su exhibición en el Museo de Bellas Artes (Boston) en 2005. Los propietarios anteriores incluyen:
- Ambroise Vollard
- El Marqués de Northampton
- Richard L. Feigen & Co.